# 仙台新幹線運輸区
仙台新幹線運輸区（せんだいしんかんせんうんゆく）は、宮城県仙台市にある東日本旅客鉄道（JR東日本）新幹線統括本部の新幹線運転士・車掌が所属する組織。

## 沿革
- 1982年（昭和57年）：仙台新幹線第二運転所として発足。設立当初は東海道新幹線の乗務員が派遣された。
- 1990年（平成2年）：仙台新幹線運転所に改称。
- 1992年（平成4年）
  - 6月1日：仙台新幹線運転所福島準備支所が発足[1]。
  - 7月1日：仙台新幹線運転所福島準備支所が仙台新幹線運転所福島支所に改組[1]。
- 2003年（平成15年）10月1日：仙台車掌区の新幹線行路を統合し、仙台新幹線運輸区発足[2]。同時に仙台新幹線運転所福島支所を仙台新幹線運輸区福島支区とした[2]。
- 2005年（平成17年）12月10日：仙台新幹線運輸区福島支区が福島運輸区と統合し、福島総合運輸区となる。
- 2019年（平成31年）4月1日：新幹線統括本部の発足に伴い[3]、仙台支社から同本部へ移管。